# Amite City
Amite City, meist kurz Amite, ist eine Stadt im Tangipahoa Parish im US-Bundesstaat Louisiana und Sitz der Parishverwaltung mit 4005 Einwohnern (Stand: 2020).

## Geografie
Amite befindet sich im Südosten von Louisiana. Die Stadt bedeckt eine Fläche von 10,0 km².

## Demografische Daten
Nach der Volkszählung von 2000 leben 4110 Menschen in der Stadt. Davon sind 51,82 % Afroamerikaner, 46,42 % Weiße, 1,41 % Hispanics und Latinos, 0,78 % Asiaten, 0,10 % Amerikanische Ureinwohner und 0,88 % sind einer anderen oder mehreren Rassen zuzuordnen.
Von den 1310 Haushalten haben 32,4 % ein oder mehrere Kinder unter 18 Jahre und 40,4 % bestehen aus Ehepaaren.
Das Durchschnittsalter beträgt 34 Jahre.
Das Durchschnittseinkommen steht pro Haushalt bei $27.011 und pro Familie bei $33.125. 23,1 % der Familien und 27,0 % der Stadtbevölkerung leben unterhalb der Armutsgrenze.

## Söhne und Töchter der Stadt
- Karl Wilson (* 1964), American-Football-Spieler
- John Bel Edwards (* 1966), Politiker
- DeVonta Smith (* 1998), American-Football-Spieler